# Madraça Tillakori
A Madraça Tillakori (em usbeque: Tillakori madrasasi), também chamada ou grafada Madraça Tilya-Kori e Madraça Tilla Kari, é uma madraça (escola islâmica) do século XVII no centro histórico de Samarcanda, um sítio classificado como Património Mundial pela UNESCO no Usbequistão. É o monumento mais novo do conjunto monumental do Reguistão, o antigo coração da cidade, que é formado pelas madraças Ulugue Begue, Cher-Dor e Tillakori.

## História
Quando o edifício foi finalizado, em 1660, a Madraça Ulugue Begue, o primeiro monumento do conjunto do Reguistão, já existia há 230 anos. O seu nome significa "obra dourada" ou "coberta de ouro", uma referência ao estilo de pintura kundal usado na sala de oração, que é profusamente decorada com relevos dourados. Tal como a vizinha Madraça Cher-Dor, foi mandada construir por Yalangtush Bakhodur (Yalangtush bi Alchin ou Alchin Yalantush Bahadur), o governador de Samarcanda a mando do soberano jânida do Canato de Bucara Imã Culi Cã (r. 1611–1650). As obras começaram em 1646, dez anos depois da conclusão da Madraça Cher-Dor. Devido à morte de Yalangtush em 1555–1556, a construção parou em 1660 sem chegar a ser completamente concluída até ao século XX, quando a cúpula exterior da sala de oração foi completada durante as obras de restauro realizadas durante o período soviético.
Antes da madraça ser construída, no local existia o caravançarai Mirzoi, que fazia parte dum complexo construído no século XIV por Tumã-Aca, uma das consortes de Tamerlão. Em meados do século XVII a cidade assistia a um declínio do sua atividade comercial, pelo que aparentemente o caravançarai era dispensável. Embora inicialmente tivesse sido construído para ser um seminário teológico, o edifício tornou-se rapidamente a mesquita congregacional da cidade, devido à sua ampla sala de oração e ao péssimo estado da Mesquita de Bibi Hanim (a maior de Samarcanda, construída em 1399–1404), e à demolição da Mesquita Alikeh Kukeltash (construída em 1440).
No início do século XIX, a parte superior do portal principal foi destruída por um forte sismo. Os estragos foram reparados durante o reinado do emir Haidar (r. 1800–1826), à exceção da decoração de mosaicos. A madraça foi alvo de várias campanhas de restauro nas décadas de 1920, 1930 e 1950, dirigidas por especialistas soviéticos. Durante essas obras, a cúpula da mesquita foi completada e os minaretes e ivãs foram completamente reconstruídos. O interior foi restaurado na década de 1970. Não obstante, as fundações ainda estão ameaçadas por infiltrações do lençol freático. Isso, juntamente com as variações extremas de temperatura, tem feito com que grandes superfícies de pinturas decorativas e revestimentos de azulejos se descascassem. O estatuto de Património Mundial tem assegurado que o estado de conservação do monumento seja vigiado, mas os financiamentos têm sido insuficientes para as obras de restauro e manutenção que são necessárias.

## Arquitetura

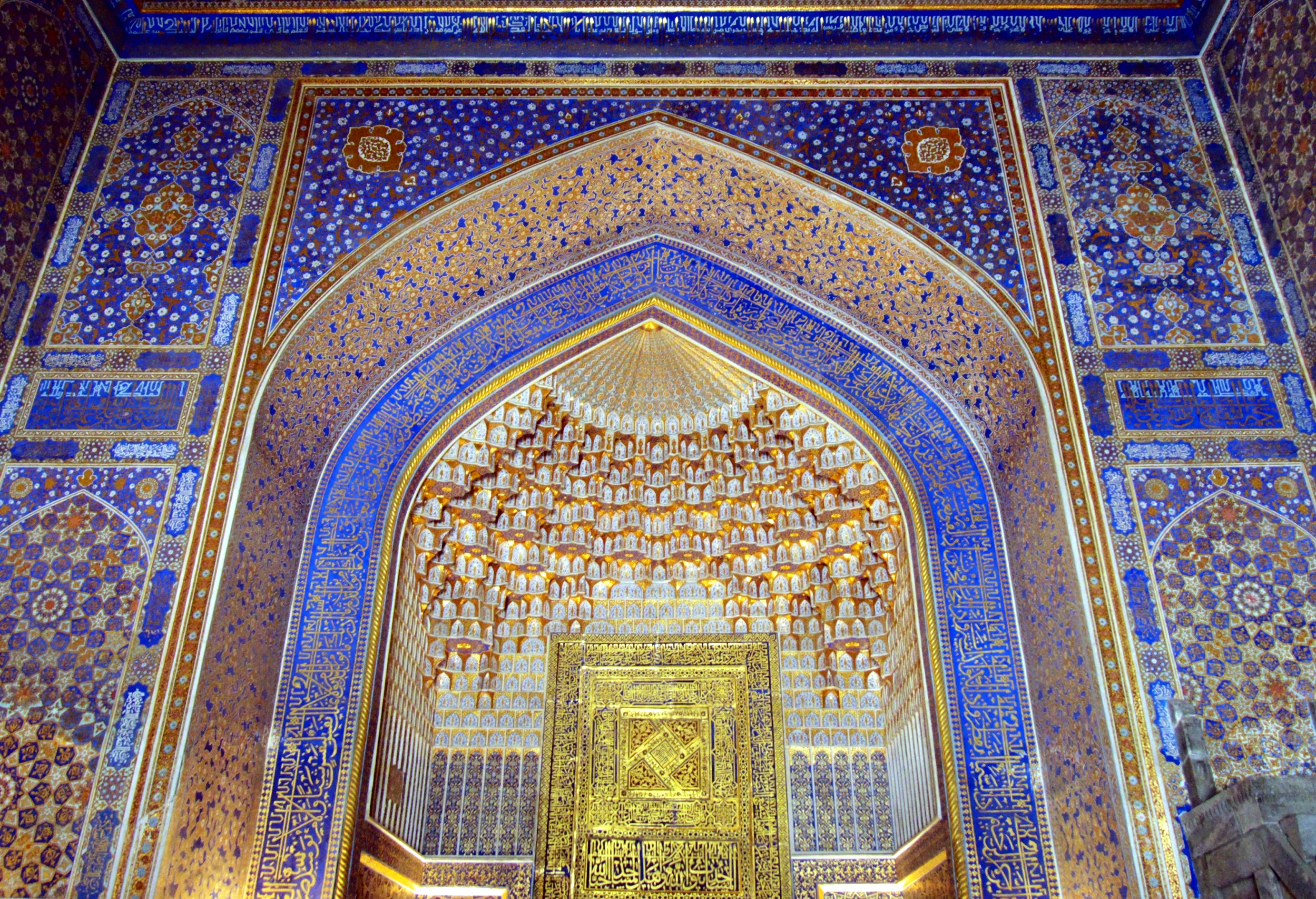
Interior da mesquita

A madraça foi concebida para ser a maior e mais ornamentada estutura do Reguistão. A fachada com 120 metros de comprimento marca o lado norte da praça, aliviando a simetria opressiva desta com a colocação da cúpula principal (da mesquita) fora do eixo. A composição é reforçada pelo uso de minaretes ou guldastas (torres robustas semelhantes a minaretes) com cúpulas nas esquinas, em harmonia com o caráter e escala do quadrado da praça.
As paredes exteriores são ricamente decoradas com azulejos policromáticos com padrões geométricos. Em cada um dos lados do portal tem grandes nichos ogivais (quatro no rés de chão e quatro no piso superior), o que constitui uma mudança significativa em relação às fachadas de madraças anteriores, que são praticamente lisas nas partes laterais do portal. Outras diferenças tipológicas da Tillakori em relação às outras madraças do Reguistão são o portal ser mais recuado, não ter minaretes ou guldastas na parte traseira, a menor altura das guldastas da fachada principal, as quais são encimadas por pequenas cúpulas, o que não acontece nas outras madraças, e uma maior relação entre áreas construídas e áreas abertas (o pátio tem menores dimensões relativas). A tipologia da Madraça Tillakori é semelhante à das madraças de Bucara construídas nos séculos XVI e XVII.

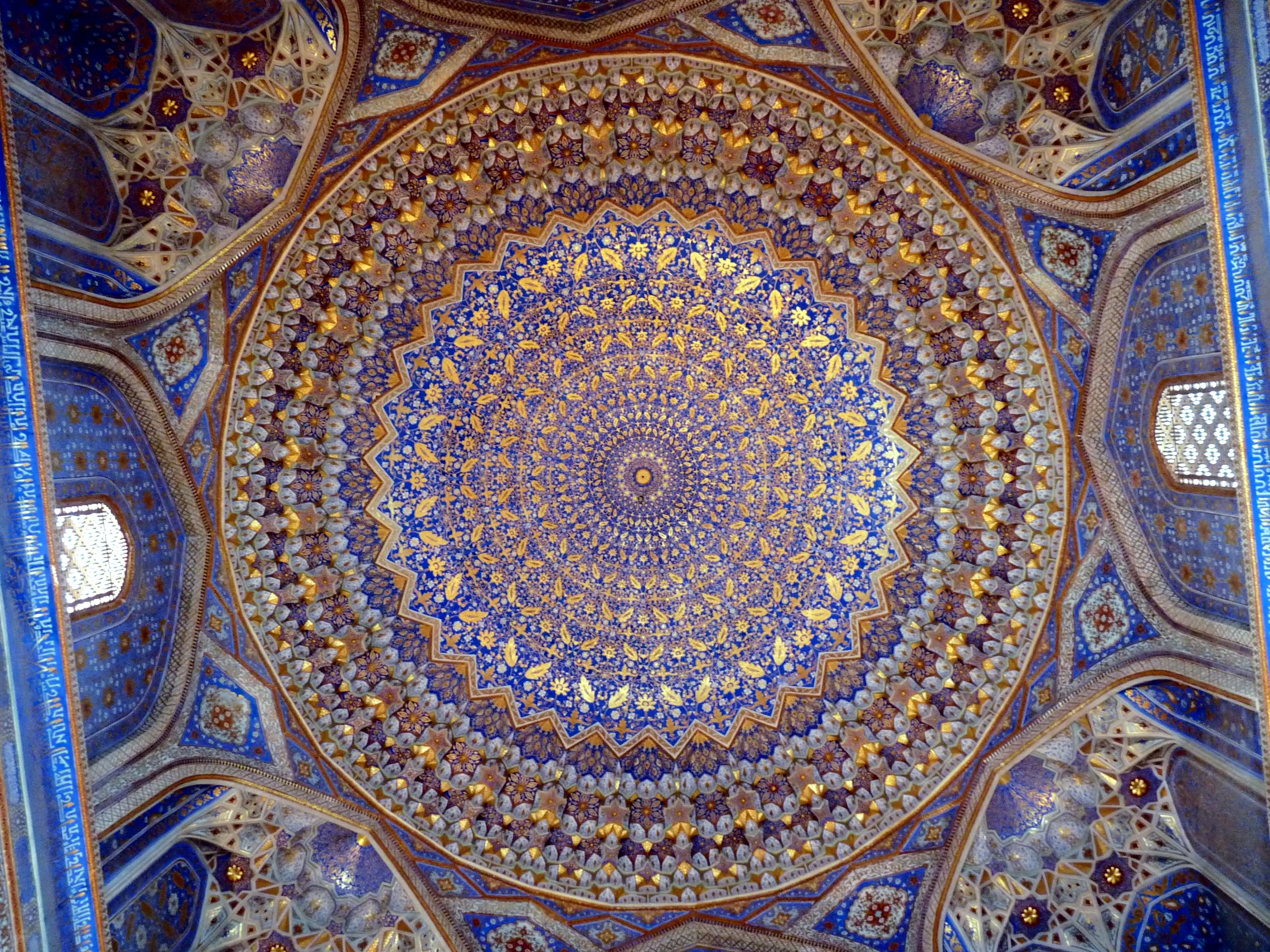
Cúpula da mesquita vista do interior

O edifício é um híbrido de mesquita congregacional e madraça, pois não tem os darskhans (salas de aula situadas nas esquinas) caraterísticos presentes em quase todas as grandes madraças da Ásia Central. Em vez disso, a ala ocidental tem uma grande sala de oração flanqueada por câmaras adjacentes com amplo espaço para instrução e culto. Quando o tempo o permitia, as aulas podem ter tido lugar no enorme pátio ou à sombra dos três ivãs com pishtaqs elevados virados para o pátio. Em volta deste há numerosas hujras (celas de habitação de estudantes), que são precedidas por vestíbulos e ocupam apenas um piso, e não dois como acontece nas outras madraças do Reguistão.
A mesquita tem um grande cúpula ao centro e é ligada a galerias laterais abobadadas por arcadas. A cúpula assenta num tambor cilíndrico alto que se encontra acima de duas camadas octogonais em terraço que são suportadas por um alto pedestal retangular que forma a sala de orações principal. O azul monocromático da cúpula contrasta com a policromia do tambor, que é decorado com faixas de caligrafia. O espaço interior tem um teto plano, no qual é criado um efeito de cúpula por trompe-l'oeil intrincadamente trabalhado, composto de arcos cegos que suportam três camadas de anéis com muqarnas. A sala central é ricamente decorada com relevos dourados (kundal) e ornamentada com incrustações de mosaico vidrado (kashi, por ser originário de Caxã [Kashan]) e estuque inciso. No interior dominam tons azuis e dourados. Os intrincados motivos multicoloridos e dourados do mirabe de mármore são exemplos magníficos do famoso artesanato da região de Mawara'u'n-nahr (nome árabe da Transoxiana).